# Terror sobrenatural

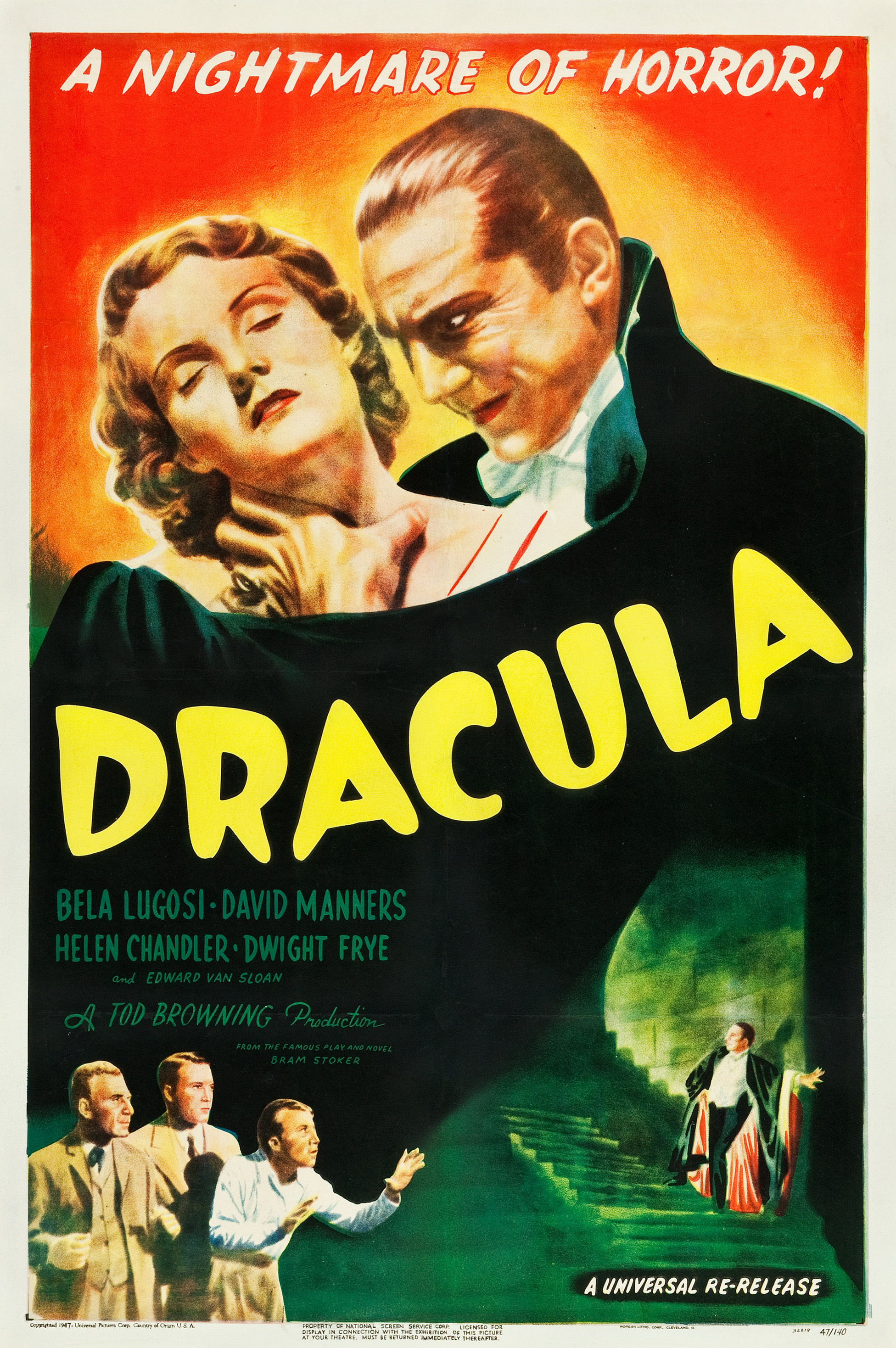
Películas como Drácula (1931) popularizaron el género del terror sobrenatural.

El cine de terror sobrenatural es un género cinematográfico que combina aspectos del cine sobrenatural y del cine de terror. Los sucesos sobrenaturales en este tipo de películas suelen incluir fantasmas y demonios, y muchas películas de terror sobrenatural tienen elementos religiosos. Los temas comunes en el género son el más allá, el diablo y la posesión demoníaca. No todas las películas de terror sobrenatural se centran en la religión y pueden tener «una violencia más vívida y espantosa».

## Comparaciones
Para este tipo de películas y otros medios, los críticos distinguen el horror sobrenatural del horror psicológico. Mathias Clasen escribe en Why Horror Seduces: «el horror sobrenatural implica algún tipo de suspensión o violación de la ley física, generalmente encarnada o causada por algún tipo de agente sobrenatural, como un monstruo extraño o un fantasma... el horror psicológico, por otro lado, no implica violaciones de la ley física, pero presenta escenarios naturalistas (aunque a menudo inverosímiles) amenazantes».Paul Meehan también distingue las películas de terror sobrenatural del terror psicológico: «la amenaza al orden social proviene de algo sobrenatural o anómalo: una casa encantada, una maldición o un monstruo como un vampiro o un hombre lobo».
Charles Derry, escribiendo en Dark Dreams 2.0, contrastó el horror sobrenatural y el horror pseudocientífico como «dos métodos básicos para explicar las cosas» en las historias de terror. Derry escribió: «en el grupo sobrenatural se podrían incluir todos los monstruos y horrores que de alguna manera están relacionados con las religiones y los rituales», destacando la brujería, la egiptología, la reencarnación y los zombis. Aaron Smuts considera que el terror «es un género con dos subtipos principales, el terror sobrenatural y el terror realista» y que «tienen encantos diferentes».

## Historia

### SigloXX
Si bien, existían literatura, teatro y otra cultura visual de ficción con temas de terror, los términos «película de terror» y «película de horror», tal como se conocen en un término contemporáneo, no se volvieron comunes hasta 1931 y 1932. Las series de películas se hicieron populares en los Estados Unidos en 1913.Los eventos y personajes sobrenaturales en las series de películas de la década de 1910 eran raros. Sólo dos series exploraron lo sobrenatural en profundidad, con The Mysteries of Myra (1916) y The Screaming Shadow (1920), mientras que la mayoría de las series que sugerían lo sobrenatural, como The Gray Ghost (1917), no tenían narrativas reales que involucraran eventos sobrenaturales.La película de terror sobrenatural tuvo lo que el autor Paul Meehan describió como «su génesis» en el expresionismo alemán inicial en los años 1920 y principios de los años 1930, con películas como The Cabinet of Dr. Caligari y Nosferatu.Durante el primer ciclo de películas de terror de Universal Studios, el terror sobrenatural fue el modo cinematográfico dominante del género entre el estreno de Drácula (1931) y House of Drácula (1945).
A principios de la década de 1940, las películas de terror sobrenatural tenían escenarios más contemporáneos, pero el género finalmente fue reemplazado por las películas de terror psicológico. Al final de la Segunda Guerra Mundial, el género de terror sobrenatural «encontró su desaparición», quedando eclipsado por las atrocidades de la guerra. En la década de 1950, las películas de terror de ciencia ficción habían reemplazado a las películas de terror sobrenatural, y las películas de terror psicológico también se hicieron más populares en la misma década, eclipsando finalmente al terror sobrenatural. Las pocas películas de terror sobrenatural que se produjeron en la década de 1950 a menudo estaban ambientadas en casas encantadas, una continuación de las películas de casas encantadas que prevalecían en la década de 1940.
En la década de 1960, películas de terror como The Innocents (1961), The Haunting (1963) y Rosemary's Baby (1968) utilizaban elementos sobrenaturales, pero no trataban directamente de lo paranormal. Otras películas de terror utilizaron temas sobrenaturales para codificar elementos censurados por el código de producción cinematográfica (o el Código Hays). The Haunting presentaba a una protagonista femenina interesada en otra mujer, y ella era un personaje codificado como queer. Estos personajes eran algo común en la historia de las películas de terror sobrenatural. Sue Matheson escribió sobre Rosemary's Baby : «[popularizó] representaciones de brujería, actividad demoníaca y el diablo en la pantalla y generó una ola de películas de terror sobrenatural». En la década de 1970, las películas The Exorcist (1973) y The Omen (1976) revivieron el género de terror sobrenatural. La literatura se utilizó como material de partida, al igual que en las primeras películas, y las obras escritas de Stephen King se adaptaron a Carrie (1976) y The Shining (1980). La película Poltergeist (1982) también fue un hito del género en los años ochenta.

### SigloXXI
En los 2000, las películas de terror violentas llamadas «pornografía de tortura», eran populares. A finales de la década, el terror sobrenatural recuperó su popularidad. La película de metraje encontrado The Blair Witch Project, había alcanzado fama en 1999, y a finales de la década de 2000, Paranormal Activity triunfó con la misma técnica cinematográfica, lo que dio lugar a una serie de películas que duró hasta mediados de la década de 2010.
En las primeras dos décadas del siglo XXI, las películas de terror sobrenatural exploraron una variedad de temas y estilos. Cintas como Martyrs Lane (2021) se centraron en el duelo y la pérdida, mientras que Oculus (2013), Personal Shopper (2016), y Hereditary (2018) (2018) exploraron asuntos familiares inconclusos y traumas personales. El género también incorporó eventos históricos reales, como se vio The Devil's Backbone (2001), Los silencios (2018), y La Llorona (2019), que se basan en la Guerra Civil Española, el conflicto armado colombiano y el genocidio guatemalteco, respectivamente. Filmes como Host (2020) reflejaron los miedos contemporáneos, con The Others (2001) e Insidious (2010) revisitando las narrativas de las casas embrujadas, y The Conjuring (2013) basando su historia en investigaciones paranormales de la vida real. El género también mezcló el terror con la comedia, como en Housebound (2014) y Extra Ordinary (2019), para explorar temas similares. Las películas emplearon varias técnicas, como jump scares, creación de tensión y actuaciones emotivas, para examinar miedos profundamente arraigados y problemas sociales.

## Taquilla
La película de terror sobrenatural más taquillera, ajustada a la inflación, es The Exorcist (1973). Tiene una recaudación bruta no ajustada de más de $441 millones con el lanzamiento original y el relanzamiento de 2000 combinados;El importe bruto ajustado estimado en 2019, supera los $1.04 billones. La película de terror sobrenatural más taquillera, sin ajustar la inflación, es It (2017), con una recaudación mundial de $701 millones.
En 2013, Andrew Stewart de Variety dijo que las películas de terror sobrenatural recaudaron más en taquilla que otros subgéneros de terror. Stewart comentó: «en términos generales, la lucratividad de ese subconjunto de películas de terror, es decir, películas pornográficas de tortura y slasher, es mucho menos confiable... Es por eso que los cineastas, que buscan sacar provecho del negocio a menudo lucrativo de hacer películas de terror de bajo presupuesto películas, deberían saltarse el género slasher y ceñirse a la buena y tradicional narración espectral».

## Uso de música
Joe Tompkins escribió que después de la década de 1950, muchas «películas de terror góticas y sobrenaturales utilizan disonancia, atonalidad y configuraciones inusuales de instrumentos para indicar todo tipo de actividad paranormal anómala». Escribió que Black Sunday (1960) y The Haunting (1963) «hacen uso de grupos atonales, que operan en marcado contraste con la música tonal y, por lo tanto, proporcionan símbolos antagónicos para el mal y el bien sobrenaturales (respectivamente)». También destacó que The Amityville Horror (1979) y Poltergeist (1982) «emplean diversos materiales temáticos que van desde canciones de cuna con sonidos suaves, hasta estallidos atonales».
De acuerdo a Janet K. Halfyard, las películas de comedia de terror sobrenaturales despliegan varias estrategias para utilizar la música «para ubicar simultáneamente la película dentro, o al menos cerca, del género de terror, y al mismo tiempo animar al público a reír en lugar de gritar».

## Otras lecturas
- Cherry, Brigid (2009). Horror. Routledge Film Guidebooks. Routledge. pp. 7, 48, 154, 194–197. ISBN 978-0-415-45667-8.
- Dyson, Jeremy (1997). Bright Darkness: The Lost Art of the Supernatural Horror Film. Cassell. ISBN 978-0-304-70037-0.
- Ursini, James; Silver, Alain (1994). More Things Than are Dreamt of: Masterpieces of Supernatural Horror, from Mary Shelley to Stephen King, in Literature and Film. Limelight Editions. ISBN 978-0-87910-177-0.